# Paesaggi della Dauria
I Paesaggi della Dauria (in russo Ландшафты Даурии, Landšafty Daurii) sono un patrimonio dell'umanità dell'UNESCO di tipo naturale. Istituito nel 2017 a cavallo di Mongolia e Russia, comprende diverse riserve naturali della parte settentrionale dell'ecoregione della steppa della Dauria. È stata suggerita una sua espansione che andrebbe a includere aree situate in Cina. I tre paesi confinanti, che sono Mongolia, Russia e Cina, cooperano dal 1994 nell'ambito del Dauria International Protected Area Agreement.

## Storia
L'ecoregione della steppa della Dauria è l'unica regione al mondo in cui la fascia di transizione tra il bioma della taiga circumboreale e quello della steppa continentale temperata appare ancora nel suo aspetto primigenio.
Il distretto del lago Zun-Torej, sul lato russo, è rimasto in gran parte al riparo dalle interferenze umane, essendo visitato solamente da cacciatori e pescatori. Per le regioni steppiche, al contrario, la situazione è diversa: circa il 20% di esse è stato messo a coltura e la parte restante è stata utilizzata per il pascolo o la fienagione. Sul lato mongolo, la regione denominata Mongol Daguur è rimasta scarsamente popolata fino agli anni '40. Le poche persone presenti praticavano un allevamento del bestiame di tipo tradizionale. La situazione mutò a seguito della costruzione della linea ferroviaria transfrontaliera Choibalsan-Borzja nel 1939: venne fondata la città di confine di Ereentsav e istituita la cooperativa agricola del sum di Chuluunkhoroot. Quest'ultima era costituita da 20.000 ettari di terreni agricoli ed era di importanza nazionale per la Mongolia; con la transizione verso un'economia di mercato, comunque, essa venne abbandonata. Da allora le terre sono rimaste incolte.

## Settori del patrimonio dell'umanità
Il patrimonio dell'umanità è costituito dalle seguenti riserve naturali:

### In Russia
49°58′N 115°26′E
1. Riserva della biosfera della Dauria (49.764 ha);
2. Zona cuscinetto della Riserva della biosfera (117.690 ha);
3. Riserva naturale della «Valle delle dzeren» (111.568 ha). Dzeren (дзерэн) è il nome russo della gazzella della Mongolia.

### In Mongolia
49°42′N 115°06′E
1. Mongol Daguur A (87.780 ha);
2. Mongol Daguur B (15.236 ha);
3. Zona cuscinetto delle riserve naturali (477.064 ha)

## Fauna

### Uccelli
Il distretto del lago Zun-Torej (in Russia) è di particolare importanza come area di riproduzione per alcune delle specie di uccelli più minacciate del mondo:
- oca cigno (Anser cygnoides) (13.400 esemplari, il 17% della popolazione mondiale);
- otarda (Otis tarda) (150 esemplari, 13%);
- gabbiano relitto (Ichthyaetus relictus) (2430 esemplari, 20%);
- gru siberiana (Leucogeranus leucogeranus) (32 esemplari, 1%);
- gru collobianco (Antigone vipio) (240 esemplari, 4%);
- gru monaca (Grus monacha) (1250 esemplari, 12%)[3].

Inoltre, l'area del lago è un importante luogo di sosta per uccelli migratori non nidificanti. Ad esempio, qui si possono trovare in gran numero esemplari di cigno minore (Cygnus columbianus), casarca (Tadorna ferruginea), moriglione (Aythya ferina), piviere orientale (Pluvialis fulva), piro piro boschereccio (Tringa glareola), fratino (Charadrius alexandrinus), gambecchio collorosso (Calidris ruficollis), gambecchio frullino (Limicola falcinellus) e chiurlo nano (Numenius minutus).

### Mammiferi

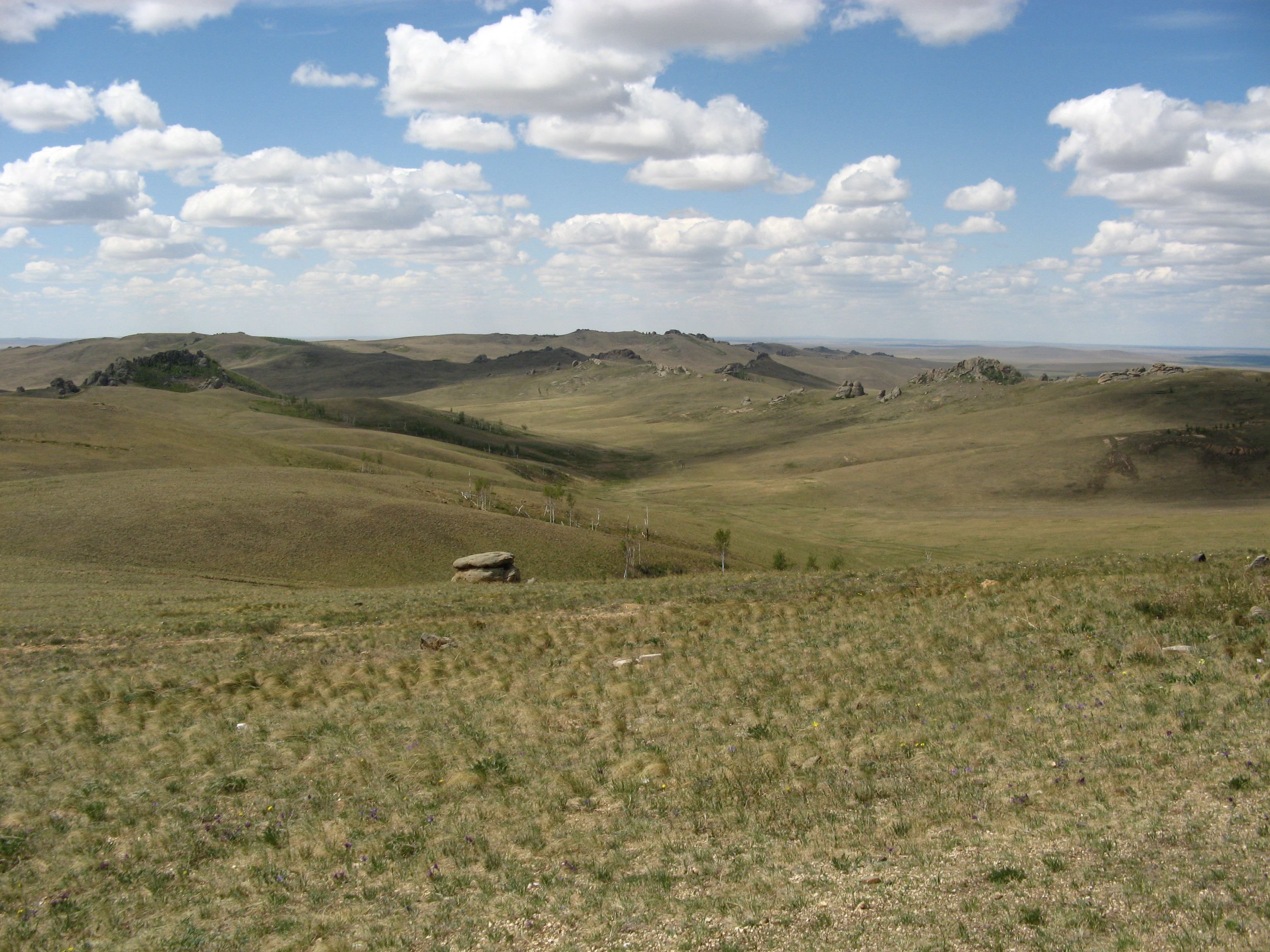
La riserva della biosfera della Dauria.

Quasi tutte le specie di mammiferi originarie della regione sono rappresentate in gran numero all'interno dell'area protetta designata. Particolarmente ricchi di specie sono gli ordini dei Roditori e dei Carnivori.
Nell'area occupata dal patrimonio dei Paesaggi della Dauria si possono trovare sei specie endemiche e sub-endemiche:
- citello della Dauria (Spermophilus dauricus);
- arvicola di Brandt (Lasiopodomys brandtii);
- riccio della Dauria (Mesechinus dauuricus);
- miospalace della Dauria (Myospalax aspalax);
- cricetulo della Dauria (Cricetulus barabensis);
- gazzella della Mongolia (Procapra gutturosa). «Questa specie emblematica dell'Asia centrale è uno degli ultimi ungulati migratori dell'Asia ed è particolarmente numerosa nell'area del patrimonio dell'umanità nei mesi estivi e autunnali»[5]. Due gruppi relativamente consistenti sono stati osservati nell'area del lago Zun-Torej dopo il 2001, il cui numero complessivo di esemplari nel 2012 è stato stimato tra 5000 e 6000. Un numero molto più grande di capi, fino a 120.000 individui, attraversa ogni anno l'area della riserva naturale durante la migrazione invernale. Si tratta dell'ultima popolazione di gazzelle della Mongolia che effettua una migrazione tra la Mongolia e la Russia[6].

## Criteri di valutazione

### Criterio IX
Grazie alle diverse condizioni climatiche - dal clima freddo e umido della taiga a quello continentale semiarido della steppa -, i Paesaggi della Dauria offrono un'intera varietà di ecosistemi che ogni anno attraversano cicli di periodi secchi e periodi umidi. Queste zone costituiscono «un'arena straordinaria di processi di adattamento evolutivo».

### Criterio X
I Paesaggi della Dauria danno un contributo importante alla protezione della biodiversità globale. Diverse specie in via di estinzione hanno qui la propria dimora. I laghi e le zone umide sono aree di sosta per gli uccelli che percorrono la rotta migratoria tra l'Asia orientale e l'Australasia.